# Брэдли, Грейс
Грейс Брэ́дли (англ. Grace Bradley; 21 сентября 1913[…], Бруклин, Нью-Йорк — 21 сентября 2010, Дейна-Пойнт, Калифорния) — американская киноактриса, менее известна как певица, танцовщица, пианистка, актриса театра и мемуаристка. Пятая и последняя жена актёра Уильяма Бойда.

## Биография
Грейс Брэдли родилась 21 сентября 1913 года в Бруклине (Нью-Йорк, США). Была единственным ребёнком в семье. С раннего детства играла на пианино, в 12 лет поступила в Истменскую школу музыки. Вскоре у неё умер отец, поэтому, чтобы помочь матери с деньгами, она играла на пианино, пела и танцевала в театрах и ночных клубах. Её дедушка хотел забрать девушку в Берлин, где она бы получила общее образование, но однажды Брэдли заметил один бродвейский продюсер и пригласил её в профессиональные шоу. С декабря 1930 по февраль 1931 года она играла роль в постановке Ballyhoo of 1930 в театре «Хаммерштайн», но на этом её бродвейская карьера и была окончена. Вплоть до 1933 года девушка выступала в менее престижных театрах и ночных клубах, но после решила полностью посвятить себя кинематографу.
Впервые на экране Брэдли появилась в 1932 году в короткометражном фильме Tip Tap Toe в эпизодической роли продавщицы без указания в титрах. Однако уже со следующего года её кинокарьера пошла в гору и за десять лет она снялась в тридцати четырёх лентах в достаточно заметных ролях (ей часто давали роли француженок). Актриса работала на Paramount Pictures и уже в 1933 году получала 150 долларов в неделю (около 2866 долларов в ценах 2021 года). В 1943 году Брэдли окончила карьеру киноактрисы и следующие несколько лет провела в многочисленных турне по стране с мужем, который страстно желал продолжить играть ковбоя Хопалонга Кэссиди, а киностудии сочли серию лент об этом персонаже исчерпавшей себя.
Брэдли была республиканкой, принимала активное участие в президентской кампании Дуайта Эйзенхауэра в 1952 году.
В 2008 году опубликовала мемуары о своём муже.
Грейс Брэдли скончалась 21 сентября 2010 года, в свой 97-й день рождения, в городе Дейна-Пойнт (Калифорния). Похоронена на кладбище «Лесная поляна» в Глендейле.
Личная жизнь
5 июня 1937 года Брэдли вышла замуж за известного актёра Уильяма Бойда (1895—1972). Брак продолжался 35 лет до самой смерти актёра. Детей у пары не было.

## Избранная фильмография

### Актриса
- 1933 — Слишком много гармонии[англ.] / Too Much Harmony — Верн Ла Мон
- 1934 — Вперёд, морпехи![англ.] / Come On Marines! — ЖоЖо Ла Верн
- 1934 — Кошачья лапа[англ.] / The Cat's-Paw — Долорес Доус
- 1935 — Золотая Лили[англ.] / The Gilded Lily — Дейзи
- 1936 — Роза ранчо[англ.] / Rose of the Rancho — Флосси
- 1936 — Всё проходит[англ.] / Anything Goes — Бонни Ле Тур
- 1936 — 13 часов лёту[англ.] / 13 Hours by Air — Трикси Ла Брей
- 1936 — Три тоста за любовь[англ.] / Three Cheers for Love — Ева Бронсон
- 1936 — Не выпускайте их[англ.] / Don't Turn 'Em Loose — Грейс Форбс
- 1937 — На службе Её Величества[англ.] / O.H.M.S. — Джин Бёрдетт
- 1937 — Проснись и живи[англ.] / Wake Up and Live — Джин Робертс
- 1938 — Большое радиовещание в 1938 году[англ.] / The Big Broadcast of 1938 — Грейс Филдинг
- 1938 — Любовь на бегу[англ.] / Romance on the Run — Лили Ламонт, певица из ночного клуба
- 1941 — Неподдатливая Канарейка[англ.] / The Hard-Boiled Canary — Мэди Дювали
- 1942 — Бруклинская Орхидея[англ.] / Brooklyn Orchid — Сэди МакГерин
- 1942 — МакГерины из Бруклина[англ.] / The McGuerins from Brooklyn — Сэди МакГерин
- 1943 — Такси, мистер[англ.] / Taxi, Mister — Сэди МакГерин (О’Брайен)

### Исполнение песен
- 1933 — Слишком много гармонии[англ.] / Too Much Harmony — «Cradle Me with a Hotcha Lullaby»
- 1934 — Кошачья лапа[англ.] / The Cat's-Paw — «I'm Just That Way»
- 1937 — Проснись и живи[англ.] / Wake Up and Live — «I'm Bubbling Over»

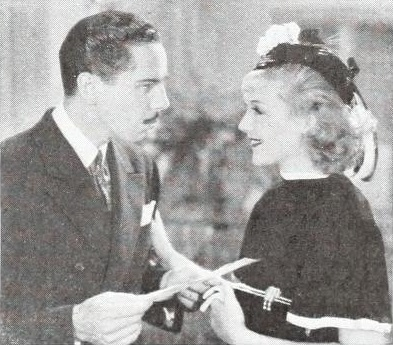
С Роджером Прайором[англ.] в фильме «Сидя на Луне» (1936)
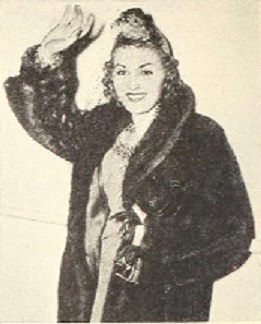
Фото 1937 года
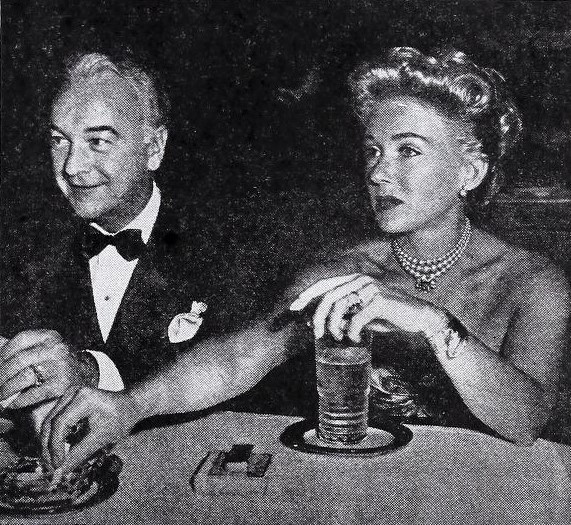
С мужем, Уильямом Бойдом, в ночном клубе Ciro's[англ.] (1949)
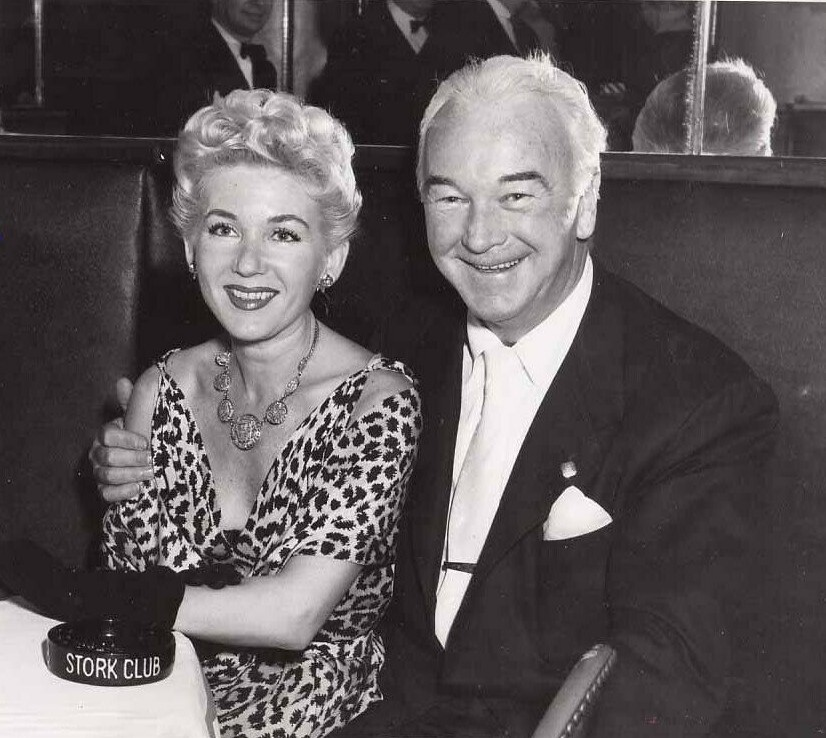
С мужем, Уильямом Бойдом, в ночном клубе «Аист»[англ.] (1954)